# Cheb Mami

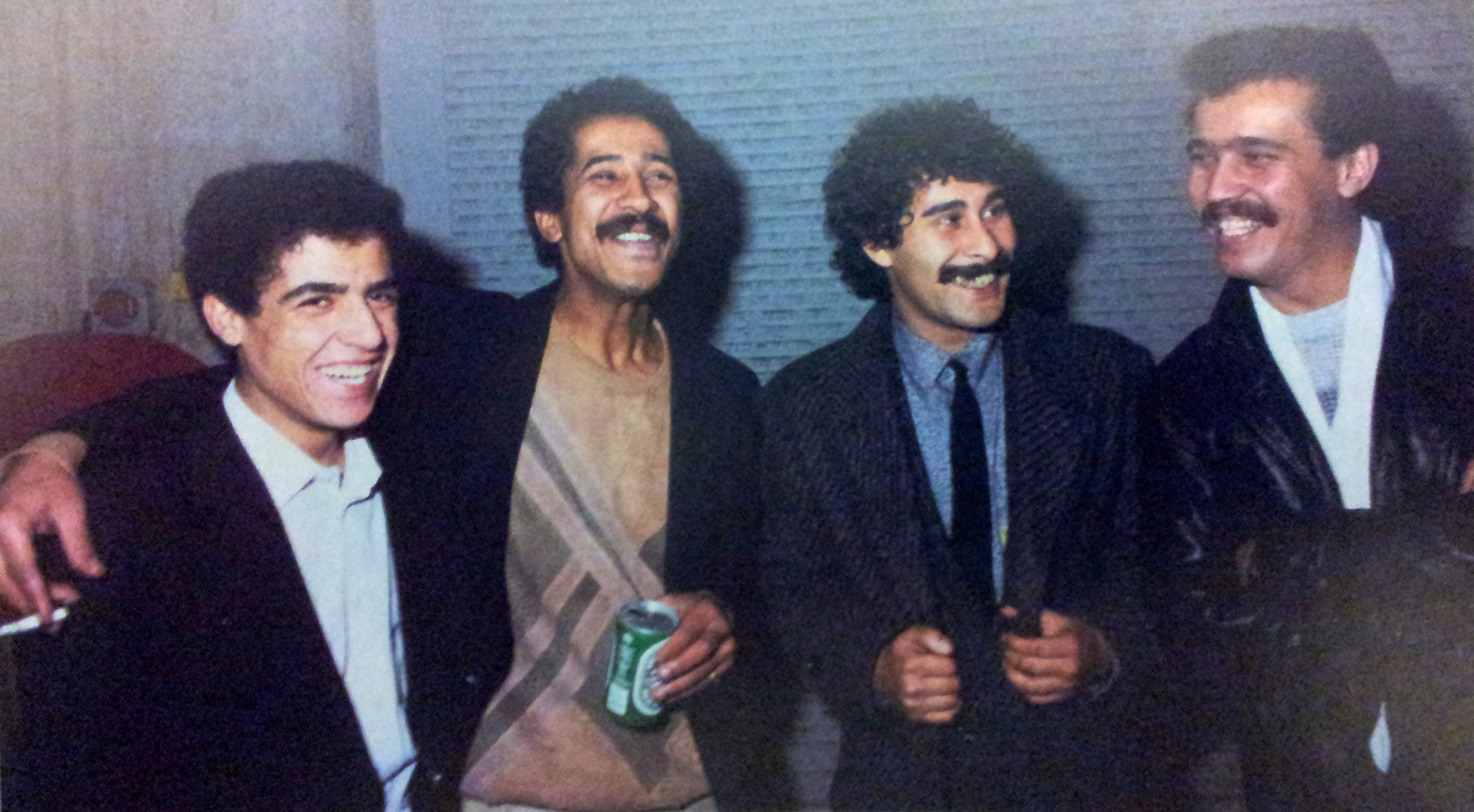
Cheb Mami - pierwszy z lewej.

Ahmed Khelifati Mohamed (ar. أحمد خليفاتي محمد) znany pod pseudonimem artystycznym Cheb Mami (ar. شاب مامي) (ur. 11 lipca 1966 roku w Saidzie (Algieria)) – algierski piosenkarz raï. Śpiewa po arabsku, francusku oraz techniką layali.
Jego muzyka jest mieszanką wpływów śródziemnomorskich oraz tureckiej, flamenco, greckiej, jak i muzyki latynoskiej, połączeniem tradycyjnego i nowoczesnego stylu śpiewu.

## Życiorys

### Początki
Cheb Mami urodził się w Saidzie (arabski : سعيدة) w Algierii, w rodzinie robotników jako jedno z dziewięciorga dzieci. Zaczął śpiewać i grać na akordeonie na ulicach już jako nastolatek. W 1982 roku szesnastoletni Ahmed został dostrzeżony w radiowym konkursie muzycznym (zaśpiewał "El Marsam" - klasyczny utwór orański z 1920 roku) w którym zdobył drugie miejsce. Został wtedy dostrzeżony przez Boualema, producenta muzycznego muzyki orańskiej i disco maghrebu. W latach 1982–1985 nagrał dla niego około 10 kaset muzycznych o nakładzie dochodzącym do 500 000 sztuk.

### Początki kariery
W roku 1985 Mami przyjechał do Paryża i odnalazł własną niszę muzyczną. Była to muzyka raï z elementami bluesa, funku, salsy, reggae i hip hopu. Inspiracjami muzycznymi młodego artysty byli m.in. Stevie Wonder, Otis Redding i francuski raper MC Solaar. Swój pierwszy publiczny występ dał na festiwalu Oran Raï w 1985 r., kiedy władze algierskie oficjalne uznały ten gatunek muzyczny i zezwoliły na koncert.
W roku 1987 Mami rozpoczął dwuletnią służbę wojskową, odbył ją dając przede wszystkim recitale w bazach wojskowych. W maju 1989 r. powrócił do Paryża dając w grudniu 1989 koncert w paryskiej Olimpii, zaczął występować w paryskich kabaretach, później również w: Stanach Zjednoczonych, Holandii, Niemczech, Szwajcarii, Hiszpanii, Skandynawii i Wielkiej Brytanii.

### Kariera
W latach dziewięćdziesiątych Mami nagrał kilka płyt, które odniosły w swej kategorii znaczny sukces, jego trzeci album "Saïda" (wyprodukowany przez Neneh Cherry i Paulę Abdul) sprzedał się we Francji w 100 000 egzemplarzy. W 1999 r. Mami znalazł się na szczycie francuskiej listy przebojów utworem "Parisien du Nord" (nagranym w duecie z francuskim raperem K-mel) skierowanym przeciw rasizmowi (relacjach między francuskimi Arabami a Francuzami), utwór płynnie połączył hip hop i raï zdobywając nowych odbiorców muzyki orientalnej.

### Światowy sukces
Na jesieni 1999 Mami dał w Nowym Jorku koncert z Glorią Gaynor oraz został zaproszony do cyklu koncertów ze Stingiem, uczestniczył jednocześnie w nagrywaniu ze Stingiem utworu Desert Rose na płytę Brand New Day. Utwór dostał się na szczyty list przebojów w wielu krajach kreując błyskawicznie Mamiego na międzynarodową gwiazdę, spełniając jego marzenie o umiędzynarodowieniu muzyki raï. W roku 2000 na fali sukcesu Mami brał udział w światowym tournée Stinga. Popularność doprowadziła do zainteresowania mediów, Mami wystąpił m.in. w: Saturday Night Live, u Jaya Leno, Davida Lettermana, jak również na żywo podczas Super Bowl.
Na jesieni 2001 Mami powrócił do kariery solowej. Nagrał z sukcesem kilka płyt, zaangażował się w kampanię obrony praw dzieci. W 2003 roku otrzymał z rąk prezydenta Chiraca order Kawalera Orderu Zasługi (Chevalier de l'ordre national du mérite).

## Proces i więzienie
Podczas pobytu w Algierii w lecie 2005 roku, Mami przy pomocy swego menedżera przetrzymywał swoją byłą dziewczynę, fotografkę prasową w domu należącym do jednego z przyjaciół celem zmuszenia jej wbrew jej woli do przerwania ciąży. Doszło do zabiegu, lecz płód przetrwał (urodziła się zdrowa dziewczynka). Kobieta po powrocie do Francji oskarżyła Mamiego i jego menedżera Michela Levy’ego o siłową próbę aborcji (Levy został później skazany na cztery lata za organizację zabiegu).
W maju 2007 francuski sąd wydał za Mamim nakaz aresztowania, Mami wpłacił kaucję i wyjechał z Francji. Dwa lata później został zatrzymany przez funkcjonariuszy na lotnisku w Paryżu, kiedy przybył do kraju z Algierii w dniu 29 czerwca 2009 roku. 3 lipca 2009 sąd Paryżu skazał go na pięć lat więzienia W marcu 2011 Cheb Mami decyzją sądu (wskutek drugiej apelacji adwokatów) wyszedł na zwolnienie warunkowe.

## Dyskografia
- Prince of Rai (1989)
- Let Me Rai (1991)
- Saïda (1994)
- Douni El Bladi (1996)
- Meli Meli (1999)
- Dellali (2001)
- Saani Lazrag (2002)
- Du Sud au Nord (2003)
- Live au Grand Rex (2004)
- Layali (2006)